# Njongo Priso
Njongo Lobe Priso Doding (Yaoundé, 1988. december 24. –) kameruni labdarúgó.

## Sikerei, díjai
Valletta FC:
- Máltai labdarúgó-bajnokság (első osztály) bajnok: 2009–10
- Máltai labdarúgó-bajnokság (első osztály) ezüstérmes: 2008–09
- Máltai labdarúgókupa bajnok: 2009–2010
- Máltai labdarúgókupa döntős: 2008–2009

PFK CSZKA Szofija:
- Bolgár labdarúgó-bajnokság (első osztály) ezüstérmes: 2011–12
- Bolgár labdarúgó-bajnokság (első osztály) bronzérmes: 2012–2013
- Bolgár szuperkupa győztes: 2011–2012

FC Petrolul Ploiești:
- Román labdarúgó-bajnokság (első osztály) bronzérmes: 2013–14